# Усть-Каиб
Усть-Каиб — деревня в составе Чердынского городского округа Пермского края России. Входила в Бондюжское сельское поселение до его упразднения в январе 2020 года.
Расположена примерно в 38 километрах на северо-запад от окружного центра — города Чердынь.
Климат умеренно континентальный с продолжительной холодной и снежной зимой и коротким летом. Снежный покров удерживается 170—190 дней. Средняя высота снежного покрова составляет более 70 см, в лесу около 1 метра. В лесу снег сохраняется до конца мая. Продолжительность безморозного периода примерно 110 дней.

## Население
| 2010 |
| ---- |
| 11   |

Постоянное население было 17 человек (2002), 100 % русские.